# Ducos

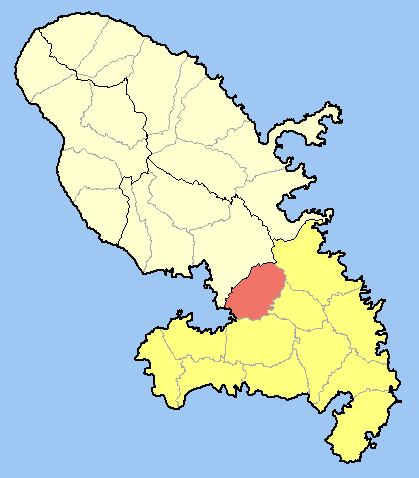
Situació de Ducos

Ducos és un municipi francès, situat a l'illa de Martinica a les Petites Antilles al Carib. El 202 tenia 17.504 habitants. Viu de l'agricultura i de la ramaderia.
Antigament Trou-au-Chat («cau del gat») rep el nom en honor de Théodore Ducos, ministre de marina de Napoleó III. Darrerament ha rebut un fort impuls urbanitzador per mor de la proximitat amb Fort-de-France.
S'hi troba la presó de l'illa.